# 希伯來書
《希伯来书》（希臘語：ΠΡΟΣ ΕΒΡΑΙΟΥΣ），是《新約圣经》全书的第19本书。一些学者认为该书是写给犹太基督徒的一封书信。這卷書中沒有提及作者姓名，內容大略陳述耶穌基督在舊約與新約時代的獨特地位，並解釋部分舊約聖經的真正含義。
《希伯来书》主題：神藉摩西頒下有關祭司的條例，因著人的軟弱，使得地上的祭祀活動要暫時廢掉，由神的兒子親自為世人作天上的大祭司行贖罪祭。書信是為了安慰聖殿被毁後的信徒，不要迷失，要持定所承認的道。

## 作者
不同於其他聖經中的書信，希伯來書的作者並沒有提到他的名字。有人認為作者是保羅，或是提摩太，或是路加都有猜測，也有其他說法，但都不得而知。
對於作者的瞭解只知道他非常熟悉舊約、了解猶太人的各樣律例、對於希臘文的造詣很深，因他大量地使用了優美的詞藻和句型。
書中也未提及作者與受者的所在地，對照時間來看，因當時基督教正在受尼祿王的迫害，作者沒有透露太多消息也合情合理。
本書少部分篇章引用大量舊約內容，不排除是後人未盡了解原作者之意，而予其合理化的補述。

## 寫作背景
作者在信的結語中寫道：「你們該知道，我們的兄弟提摩太已經釋放了。他若快來，我必同他去見你們。」（13:23）看來作者與受者都認識提摩太，而提摩太大約在西元65–66年後被釋放，所以本書寫成應至少在西元65年後，另外西元70年時，耶路撒冷的聖殿被攻打以致拆毀，對於作者論述不需地上的聖殿其實大有幫助，但作者沒有使用這樣的論證，故猜測事件還沒發生，所以本書應在西元65–70年間完成。

## 本書大綱
1. 更美的使者
- 引言──基督的資格（1:1-3）
- 基督高過天使
  - 基督在名分上超越天使（1:4-14）
  - 警告：不可忽略這更大的啟示（2:1-4）
- 基督在權柄上超越天使（2:5-9）
- 基督受苦完成救贖（2:10-18）
- 基督在名分上超越摩西（3:1-6）
- 警告：不信者不能進入安息 
  - 不信的危機（3:7-19）
  - 有安息的應許為選民存留（4:1-11）
  - 神的道辨明心思（4:12-13）

2. 更美的祭司
- 基督勝任大祭司之職（4:14-5:10）
- 當持守盼望免被廢棄 
  - 信徒當力求進長（5:11-6:3）
  - 警告：背道者，沒有福音再為他們預備（6:4-8）
  - 務要堅持盼望承受應許（6:9-20）
- 麥基洗德的祭司等級（7:1-14）
- 另興起的祭司耶穌基督（7:15-28）
- 大祭司的更美之約（8:1-13）
- 地上和天上的聖所（9:1-22）
- 基督獻己為祭除掉了罪（9:23-10:18）
- 勸勉和警告
  - 對信徒的勸勉（10:19-10:24）
  - 不可停止聚會（10:25-10:31）
  - 不可丟棄勇敢的心（10:32-10:35）
  - 信徒必須忍耐（10:36-10:39）

## 主要内容

### 基督的崇高地位
（覆蓋希伯來書1章1節至3章6節）開頭的幾句話講述耶穌基督：“神既在古時藉着衆先知多次多方地曉諭列祖，就在這末世藉着祂兒子曉諭我們。”這兒子受神委任作萬物的繼承者，切實反映出神的榮耀。祂潔淨了我們的罪之後，“就坐在高天至大者的右邊”。作者引用經文，證明耶穌比天使更為優越。
作者寫道：“我們必須更加密切的注意。”為什麼呢？作者指出，“那透過天使所傳講的信息，”人若不服從，尚且要受嚴厲的報應；既然這樣，“如果我們忽略了這麽大的救恩，怎麽能逃罪呢？這救恩起初是由主親自宣講的。”神曾使人子比天使低微一點，但如今我們看見耶穌“因為受死的苦，就得了榮耀尊貴作冠冕，叫祂因着神的恩典，為人人嘗了死味”。兒女既同有血肉之軀，祂也照樣成了血肉之體。特要藉著死，敗壞那掌死權的，就是魔鬼。並要解放那些一生因怕死而為奴僕的人。祂因此成為“慈悲忠信的大祭司”。最好的是，祂由於自己曾在試探之下受苦，“就能搭救被試探的人”。

### 憑着信心和服從進入上帝的安息
（覆蓋希伯來書3章7節至4章13節）基督徒比其他人更應該把以色列人的不忠引為鑑戒，免得形成“不信的惡心，把永生上帝離棄了”。離開埃及的以色列人由於不順從和缺乏信心，以致不能進入上帝的安息。上帝在祂的安息中歇了與地球有關的創造工作。然而，作者解釋：“為了上帝的子民，必定另外有一個‘安息日’的安息保留下來。因為那進入上帝安息的人，就歇息了自己的工作，好像上帝歇息了自己的工作一樣。”以色列人所表現的不服從，基督徒應該避免重蹈覆轍。“上帝的道是活的，是有效的，比一切兩刃的劍更鋒利，⋯⋯並且能够辨明心中的思想和意念。”

### 對基督祭司職任的優越懷有成熟的觀點
（覆蓋希伯來書4章14節至7章28節）作者敦促希伯來人要繼續宣認那通過了諸天的大祭司耶穌，以求得蒙憐憫。基督並沒有榮耀自己，但父卻榮耀祂，説：“祢是照着麥基洗德的等次永遠為祭司。”首先，基督藉着受苦學會了順從，因此能够完美地擔任大祭司的職位，負責為一切服從祂的人帶來永遠的拯救。作者“有很多話要説，而且難以解釋”，但希伯來人卻仍是嬰孩而還需吃奶。但其實他們本已該作教師了。“固體食物卻屬於成熟的人，他們通過習用，把自己的領悟力訓練好，以至能辨别是非。”使徒敦促他們要“朝着成熟邁進”。
那些認識了上帝的話語，但後來卻離棄真理的人，要他們復甦悔改是不可能的，“因為他們為自己把上帝的兒子再度釘在柱上，使祂公開受辱。”唯獨藉着信心和耐心，信徒才能繼承亞伯拉罕所得的應許──一個既穩確又堅固的應許。這個應許之所以穩確堅固乃是憑着兩件不變的事：上帝的話語和祂的誓言。基督徒的希望如同“魂的錨，既穩確又堅固”。他們的希望得以確立，乃是由於耶穌已經以先鋒及麥基洗德系統的大祭司的身分進入“簾幕裏面”。
這麥基洗德既是“撒冷王”，又是“至高上帝的祭司”。甚至族長亞伯拉罕也繳納什一税給他。利未當時還在亞伯拉罕的體內，但通過他的祖先，他也繳納什一税。麥基洗德對亞伯拉罕所作的祝福遂藉此伸展到當時還沒有出生的利未身上，從此顯出利未系統的祭司職任是次於麥基洗德的祭司職任的。此外，如果人真能藉亞倫的利未系統祭司職任獲致完美，又何需有另一位「照麥基洗德的樣式」的祭司呢？再者，祭司職任既有所改變，“律法也必須更改”。
其實律法並沒有使什麽東西成為完美，相反，事實證明它既軟弱，又沒有效力。由於律法下的祭司相繼死去，所以祭司的數目衆多，但耶穌卻“是永遠活着的，便可以永遠擔任祭司的職分。所以凡靠着祂來親近上帝的，祂都能徹底的拯救他們；因為祂是永遠活着，不斷地為他們祈求”。耶穌這位大祭司是“聖潔、良善、無瑕、不與罪人同流”的，但律法所委任的大祭司卻是軟弱的，必須先為自己的罪獻祭，然後才能為他人求情。故此上帝憑着誓言“選立了兒子，永遠成為完美”。

### 新約的優越地位
（覆蓋希伯來書8章1節至10章31節）事實表明耶穌是“更美之約的中保；這約原是憑更美之應許立的”。（希伯來書8:6）作者引用了耶利米書31:31-34整整四節經文，藉此説明在新約裏的人有上帝的律法寫在他們的腦中和心內。人人都必認識耶和華，耶和華也“不再記念他們的罪愆”。由於“新約”（救恩）的訂立，舊約（律法之約）已被恩典成全成而“快歸於無有了”。（參看馬太福音5:17 莫想我來要廢掉律法和先知，我來不是要廢掉，乃是要成全。）
前約規定每年要在帳幕獻祭，作者將這項安排描述為“律例、制定着到改正時期為止罷了”。可是，基督以大祭司的身分來到的時候，卻把自己的寶血獻上，而非用山羊和公牛犢的血。摩西揮灑動物的血使前約生效，並且藉此潔淨了作為先模的帳幕；但與新約有關的屬天實體卻必須有更好的祭物。“因為基督並不是進了人手造的聖所、真聖所的模型、乃是進了上天本境，如今替我們顯在上帝面前。”基督也不必年年獻祭，彷彿以色列的大祭司所為一般，因為“祂在今世的末期、乃是儘一次地顯現，藉着自己之奉獻為祭，好把罪廢掉。”
作者總結上文説，“律法既是將來美事的影兒，”就不能藉着重複獻上祭物而除去“罪的意識”。然而，耶穌來到世上是要遵行上帝的旨意。作者説：“我們憑這旨意，靠耶穌基督，只一次獻上祂的身體，就得以成聖。”因此，希伯來人應該謹守他們就信心所作的公開聲明，毫不動搖，並且“彼此相顧，激發愛心，勉勵行善”，不放棄大家聚集的機會。并且在得知真道，清楚知道耶稣基督是神所立的赎罪祭之后，如果停止聚会，离弃基督，再回到犹太教去找赎罪祭，赎罪祭就再也没有。

### 解釋及舉例説明信心
（覆蓋希伯來書10章32節至12章3節）作者接着告訴希伯來人：“你們要追念往日，蒙了光照以後所忍受大爭戰的各樣苦難。”他們不該抛棄發言的膽量，因這種膽量帶有很大的賞賜。相反，他們需要忍耐，以求獲得應許的實現，並且“有信心以致使魂得救”。信心！不錯，這就是我們所需的東西。首先，作者給信心下了個定義：“信心是對所希望的事物那有保證的期待，是未觀看到的實體那明顯的論證。”（希伯來書11:1）然後，他在感人的一章裏簡明扼要地描述一群古人的榜樣。這群古人曾經憑着信心而生活、工作、爭戰、忍耐，並藉此得以成義。“因着信，”亞伯拉罕和以撒、雅各一起住在帳幕裏，等待“那座有根基的城”，就是上帝所建造的。“因着信，”摩西繼續保持堅定，“如同看見那不能看見的主”。作者説：“我又何必再説呢？若要一一細説，基甸、巴拉、參孫、耶弗他、大衛、撒母耳，和衆先知的事，時候就不够了。他們因着信，制伏了敵國，行了公義，得了應許。”照樣，其他人也飽受嘲弄、鞭打、枷鎖、酷刑等考驗；但他們不肯接受釋放，“為要得着更美的復活”。的確，他們“是世界不配有的人”。他們全都因信得了給他們作的見證，但是還沒有得到應許的實現。作者繼續説：“我們既有這許多的見證人，如同雲彩圍着我們，就當放下各樣的重擔，脱去容易纏累我們的罪，存心忍耐，奔那擺在我們前頭的路程，仰望為我們信心創始成終的耶穌。”

### 要在信心的奮鬥中保持忍耐
（覆蓋希伯來書12章4節至29節）作者規勸希伯來籍的基督徒要在信心的奮鬥中忍耐到底，因為耶和華正向他們施行管教，好像管教兒子一般。要强化發酸的手和膝，為他們的腳不斷修直道路，現在就是時候了。他們必須嚴加戒備，以免有毒根或污穢滲入，自己就因此被棄絶，如同以掃因不體會聖物而慘遭棄絶一般。由於在實際的西奈山上，烈火熊熊、有語聲從密雲中發出的景象實在令人生畏，以至摩西不禁説：“我甚是恐懼戰兢。”但基督徒所靠近的事物卻可畏得多。他們所靠近的乃是錫安山和天上的耶路撒冷，其中有千千萬萬的天使和首生子的會衆，有審判衆生的上帝和更美的新約的居間者耶穌。因此他們更有理由要聽從上帝的警告！在摩西的日子，上帝的語聲曾震動大地，但現在祂應許要震撼天地。至此，作者闡明他的論點説：“所以我們既得了不能震動的國，就當⋯⋯照上帝所喜悦的，用虔誠、敬畏的心事奉上帝。因為我們的上帝乃是烈火。”

### 有關崇拜問題的各樣規勸
（覆蓋希伯來書13章1節至25節）作者以一項富於造就的忠告總結全封書信：要常存弟兄的愛，不可忘記好客的精神；人人都當尊重婚姻；要遠避貪財之心；要服從那些在你們中間帶頭的人，不可被各樣怪異的教訓所迷惑勾引。最後，“我們應當靠着耶穌，常常以頌讚為祭獻給上帝，這就是那承認主名之人嘴唇的果子。”

## 主要教义
作為支持基督的論證，希伯來书很杰出。它具有完美的結構，同時提出大量來自希伯來文聖經的證據。它逐一討論摩西律法的不同特色──約、血、居間者、崇拜用的帳幕、祭司的職任、祭物──表明這些事只不過是上帝所立的模式，目的是要指向未來遠較重大的事物。這一切便是基督耶穌和祂所獻的祭物，亦即律法的應驗。保羅指出，“那漸舊漸衰的律法，就必快歸無有了。”但“耶穌基督昨日、今日、一直到永遠，都是一樣的。”希伯來人閱讀這封信時必感到喜樂。 
這封信的價值在于：当前的基督徒不在摩西律法下，依然能够從作者的論據找出有益的資料。這封信闡明新約安排是根據上帝給亞伯拉罕的應許──通過亞伯拉罕的種子，地上萬族均會使自己得福──而訂立的。主在古代應許要通過亞伯拉罕的種子耶穌基督使萬民得福，這個應許的實現便是得生命的唯一希望。雖然不在律法之下，但由於是亞當的子孫，人人都生在罪裏，因此需要一位富於憐憫的大祭司，在那裏為相信耶穌赎价的人求情。有這樣的一位大祭司，能够引導人進入上帝的国得永生。這位大祭司能體恤普通人的軟弱，因為“他也曾凡事受過試探，與我們一樣。”他邀請所有人“只管坦然無懼地來到施恩的寶座前，為要得憐恤，蒙恩惠，作隨時的幫助”。（希伯来书4:15-16） 
此外，在此信中还能找着證據，表明許多在很久之前記錄在希伯來文聖經裏的預言後來獲得應驗。例如：
- 作者在希伯來書中曾五次將詩篇110:1的王國預言應用在王國種子耶穌基督身上。這位君王已“坐在上帝寶座的右邊”，等候“仇敵作他的腳凳”。[18]
- 作者引用詩篇110:4解釋耶穌擔任的重要職位乃是“照着麥基洗德的等次永遠為祭司”。古代的麥基洗德在聖經記錄中是“無父，無母，無族譜，無生之始，無命之終”的。同樣，耶穌一方面是君王，同時也“永遠為祭司”，要將祂的贖價的永久裨益應用在一切順服祂統治的人身上。[19]
- 作者引用詩篇45:7，“上帝啊，祢的宝座是永永远远的，祢的国权是正直的。祢喜爱公义，恨恶罪恶，所以上帝，就是你的上帝，用喜乐油膏你，胜过膏你的同伴。”（希伯来书1:8-9）
- 作者引用詩篇102:25-27，诗篇102篇是作者“困苦发昏的时候，在耶和华上帝面前吐露苦情的祷告。”，25-27节写到“祢起初立了地的根基，天也是祢手所造的。天地都要灭没，祢却要长存；天地都要如外衣渐渐旧了，祢要将天地如里衣更换，天地就都改变了。唯有祢永不改变，祢的年数没有穷尽！”这里是作者发自内心的对创造宇宙万物的独一上帝耶和华的赞美。而希伯来书作者在1章10-12节引用了同样的话语来赞美圣子耶稣基督。因此，这里也很清楚地彰显了耶稣是三位一体独一上帝的第二位格，就是耶和华上帝。

作者引用旧约圣经，表明这些经文应用在耶稣的身上，彰显了耶稣基督的神性。 
作者給希伯來人的信表明，亞伯拉罕盼望上帝的王國，“等候那座有根基的城，就是上帝所經營所建造的”。這座城是屬於天上的。“因着信，”亞伯拉罕竭力追求這王國，甘願作出極大的犧牲，要藉着“更美的復活”得享它的種種幸福。從亞伯拉罕和其他所有忠心男女身上，读者可以見到傑出的榜樣！在希伯來書第11章，保羅將他們描述為「如同雲彩的許多見證人」。這項記載，特别鼓舞人；而且普通人都可以與這些謹守忠誠的忠心人士一同享有偉大的特權和希望。要“存心忍耐，奔那擺在我們前頭的路程”。
作者引用哈該的預言，引到上帝的應許之上：“再一次我不單要震動地，還要震動天。”然而，上帝賜給偉大的種子──耶穌基督的王國卻會永遠長存。“所以我們既得了不能震動的國，就當感恩，照上帝所喜悦的，用虔誠、敬畏的心事奉上帝。”這項記載保證基督的第二次臨在與罪無關，乃是要拯救衷心等候祂的人。“常常以頌讚為祭獻給上帝，這就是那承認主名之人嘴唇的果子”。

## 参看
- 基督教历史
- 新约圣经

## 延伸阅读
- Goldbeck, Beck H., An Isagogical Study of Hebrews[永久], Wisconsin Lutheran Seminary （页面存档备份，存于）, 1982
- Attridge, Harold W. Hebrews. Philadelphia, PA: Fortress Press, 1989.
- Hagen, Kenneth. Hebrews Commenting from Erasmus to Beze. Tübingen: J.C.B. Mohr (Paul Siebeck), 1981.
- Heen, Erik M. and Krey, Philip D.W., eds. Ancient Christian Commentary on Scripture: Hebrews. Downers Grove, IL: Intervarsity Press, 2005.
- Hughes, P.E. A Commentary on the Epistle to the Hebrews. Grand Rapids, MI: William B. Eerdmans Publishing Company, 1977.
- Hurst, L. D. The Epistle to the Hebrews: Its Background of Thought. Cambridge: Cambridge University Press, 1989.
- Guthrie, Donald The Letter to the Hebrews. Grand Rapids, MI: Wm. B. Eerdmans Publishing Co., 1983
- Phillips, John Exploring Hebrews (Revised). Chicago, IL: Moody Press, 1977, 1988
- Lane, William L. Hebrews 1-8. Word Biblical Commentary Vol. 47A. Dallas, TX: Word Books, 1991.
- Lane, William L. Hebrews 9-13. Word Biblical Commentary Vol. 47B. Dallas, TX: Word Books, 1991.
- M'Cheyne, Robert Murray 'The Glory of the Christian Dispensation' (Hebrews 8 & 9) Diggory Press, 2007, ISBN 978-1-84685-703-4

### 阅读圣经
- 希伯來書《和合本》 （页面存档备份，存于）（繁體中文）
- 希伯来书《和合本》 （页面存档备份，存于）（简体中文）